# Janis Hanek
Janis Hanek (* 12. Februar 1999 in Rastatt) ist ein deutscher ehemaliger Fußballspieler. 

## Karriere
Hanek begann seine fußballerische Laufbahn in seiner Heimatstadt beim Rastatter SC/DJK und wechselte 2008 in die Jugend des Karlsruher SC. Nachdem er die U-17- und die U-19-Mannschaft des JKSC durchlaufen und auch zwei Spiele für die Reservemannschaft gemacht hatte, unterzeichnete er im Juni 2018 einen bis 2020 datierte Profivertrag und gehörte ab der folgenden Saison 2018/19 fest dem Profikader in der 3. Liga an.
Bei der 0:6-Heimniederlage gegen Hannover 96 in der ersten Hauptrunde des DFB-Pokals am 19. August 2018 gab er sein Debüt in einem Pflichtspiel für Karlsruhe, als er in der 62. Spielminute für Saliou Sané eingewechselt wurde. Am 1. September 2018, dem 6. Spieltag der Saison 2018/19, kam er auch in der Liga zu seinem ersten Einsatz, als er bei der 1:3-Heimniederlage gegen die Sportfreunde Lotte in der 35. Spielminute für Manuel Stiefler eingewechselt wurde. Am Ende der Saison standen für Hanek sieben Ligaeinsätze, der Aufstieg mit dem KSC in die 2. Bundesliga sowie der Gewinn des Badischen Pokals zu Buche. Eine Liga höher kam er allerdings über einen weiteren Einsatz im Zeitraum von zwei Jahren nicht hinaus und wechselte daraufhin im Sommer 2021 zum FC-Astoria Walldorf in die Regionalliga Südwest.
Dort spielte er eine Saison, in der er zwischen der 1. Mannschaft sowie dem Reserveteam pendelte. Insgesamt bestritt er in dieser Zeit 24 Pflichtspiele für den Verein. Anschließend war er sechs Monate vereinslos, ehe ihn im Januar 2023 der SV Oberachern aus der Oberliga Baden-Württemberg verpflichtete. Dort gewann er mit dem Fünftligisten auf Anhieb den Südbadischen Pokal und traf im DFB-Pokal 2023/24 in der 1. Runde auf den SC Freiburg (0:2). Doch seitdem bestritt er wegen eines Knorpelschadens kein weiteres Spiel mehr für den Verein. Aufgrund anhaltender körperlicher Beschwerden beendete Hanek im Sommer 2025 im Alter von 26 Jahren seine aktive fußballerische Karriere, um Fußballtrainer zu werden.